# علم الآثار للمتحولين جنسيا
علم الآثار المتعلق بالأشخاص المتحولين جنسياً هو نهج يهدف إلى فهم الثقافات والمجتمعات السابقة حول العالم من خلال دراسات الأشخاص المتحولين جنسياً ومناهجها النظرية. يسعى هذا النهج إلى تنويع الممارسات الأثرية التي تعتمد على الهويات المعيارية للأشخاص غير المتحولين جنسياً. في عام 2016، خصصت مجلة "المنهج الأثري والنظرية" عددًا خاصًا للأبحاث التي تتحدى النهج الثنائي للجنسين. ناقشت باحثون مثل ماري ويسمانتل كيف يمكن لفهم التنوع الجنسي في الماضي أن يدعم حقوق الأشخاص المتحولين جنسياً في الوقت الحاضر، ولكنها دعت إلى أن يركز علم الآثار المتعلق بالأشخاص المتحولين جنسياً على تقدير التنوع الثقافي بدلاً من إعادة تجسيد الماضي القديم.
هذا النهج يستند إلى مجموعة متنوعة من التخصصات في المجال، بما في ذلك التحليل التصويري، وعلم الأحياء القديمة، وغيرها. على سبيل المثال، تجمع العديد من التماثيل من ساحل الإكوادور بين السمات الذكورية والأنثوية من خلال الخصائص الجسدية أو الملابس. تُفسر هذه التماثيل، التي يُعتقد أنها غير ثنائية أو متحولة جنسياً، في ثقافات تومكو-لا توليتا وكذلك من ثقافات باهيا وجاما كواك. وبالمثل، أظهر تحليل التماثيل من العصر البرونزي المتأخر في كنوسوس أن الفروق الجنسية ليست محددة بشكل ثنائي. يجادل ألبرتي بأن أي فروق جنسية تعتمد بشكل كبير على السياق الاجتماعي والديني للتماثيل، بدلاً من الهويات الجنسية المحددة.
تقديرات الجنس في علم الأحياء القديمة تعتمد على تحديد الخصائص التي قد تكون ثنائية الشكل، لكن الجنس البيولوجي والجنس ليسا فئتين ثنائيتين بالكامل. على سبيل المثال، تُعتبر الصلابة الجمجمية عادةً صفة ذكورية، ولكن يمكن أن تكون أيضًا صفة أنثوية لأن تأثيرات سن اليأس يمكن أن تنتج نفس التأثيرات. بالإضافة إلى ذلك، تصنيف الجنس يستخدم طيفًا من الأنثى، الأنثى المحتملة، الجنس الغامض، الذكر، والذكر المحتمل. هذا يعتمد على ثقة الباحث في التقدير بدلاً من التركيز على احتمال "سيولة الجنس" في الماضي.
تشمل الدراسات التي تدعم تفسيرات الانسيابية بين الجنسين تلك المتعلقة بممارسات الدفن في عصرالمايا ما قبل كولومبوس، تعدد الأجناس لدى هيداتسا خلال الحقبة ما قبل كولومبوس، ممارسات الدفن في مجتمعات تشوماش، المجتمعات خلال العصر النحاسي على ساحل البحر الأسود في بلغاريا، حفرية وتفسير شخص عمره 5000 عام بواسطة الجمعية الأثرية التشيكية، إعادة تقييم قبر في بيركا، التعبير عن الجنس غير الثنائي في ثقافات الإنويت، الرومان غالي، شخص عمره 1000 عام ربما كان يعاني من متلازمة كلاينفلتر من فنلندا، حياة إيلاجابالوس، دفنات ما قبل التاريخ في أوروبا، علم الآثار التاريخي حول مجتمع إنغاباو في الإكوادور، الثقافات المادية في إنجلترا في العصور الوسطى، الملابس في أيرلندا في القرن الثامن عشر، والعديد من الدراسات الأخرى.